# Hoàng Xuân Vinh
Hoàng Xuân Vinh (sinh ngày 6 tháng 10 năm 1974) là một vận động viên bắn súng người Việt Nam. Nhờ thành tích huy chương vàng ở nội dung 10m súng ngắn hơi nam tại Thế vận hội Mùa hè 2016, anh trở thành vận động viên thể thao Việt Nam đầu tiên và duy nhất tính đến nay giành được huy chương vàng tại đấu trường Thế vận hội.
Từ SEA Games 21 cho đến SEA Games 28, không một kỳ SEA Games nào anh không đoạt huy chương.
Trong kỳ Thế vận hội Mùa hè 2012 tổ chức tại Luân Đôn, tại nội dung 10m súng ngắn hơi nam, anh về thứ 9 còn tại nội dung 50m súng ngắn nam tự chọn, anh lại đáng tiếc để mất huy chương đồng với 0,1 điểm trước người giành Huy chương đồng Olympic nội dung này là Vương Trí Vĩ và chấp nhận đứng vị trí thứ 4.
Nhưng ngay sau đó, vào cuối năm 2012, anh vô địch châu Á. Và đến đầu năm 2013, anh vô địch thế giới, đều ở nội dung 10m súng ngắn hơi. Vì hai lần liên tiếp giành chức vô địch đấu trường châu lục và thế giới nên anh là người đầu tiên đã đem về những chức vô địch thế giới và châu Á đầu tiên cho các xạ thủ bắn súng của Việt Nam.
Tại Thế vận hội Mùa hè 2016 tổ chức tại Rio de Janeiro, Brasil, anh là người mang về tấm huy chương vàng đầu tiên cho đoàn thể thao Việt Nam tại một kỳ Thế vận hội với nội dung 10m súng ngắn hơi nam với tổng điểm 202,5 điểm, thiết lập kỷ lục Olympic mới và cũng là kỷ lục đầu tiên cho nội dung 10m súng ngắn hơi nam (nội dung này trước đó chưa có kỷ lục được thiết lập vì Liên đoàn bắn súng quốc tế (ISSF) áp dụng thể thức mới từ năm 2013). Ở nội dung 50m súng ngắn, Hoàng Xuân Vinh cũng giành vé vào loạt bắn chung kết và đạt huy chương bạc với thành tích 191.3 điểm.
Hoàng Xuân Vinh được bình chọn là "Vận động viên tiêu biểu" năm 2016 của thể thao Việt Nam. Do có những thành tích đóng góp vào sự nghiệp thể thao nước nhà, anh được phong cấp bậc quân hàm đại tá Quân đội nhân dân Việt Nam.

## Xuất thân và học vấn
Hoàng Xuân Vinh sinh tại thị xã Sơn Tây, quê bà ngoại. Bố của Vinh là bộ đội Quảng Trị tập kết, mẹ cậu là công nhân. Mẹ mất sớm khi mới ba tuổi, Vinh theo cha và em mới hơn một tuổi về Hà Nội sống trong một căn nhà nhỏ trên phố Thụy Khuê. Cảnh nhà nghèo, khó khăn, bố Vinh đã không lo được nhiều cho hai anh em.
Về Hà Nội, Vinh được người mẹ kế chăm sóc nhưng cũng chẳng được bao lâu. Lớn lên trong hoàn cảnh khó khăn, hai lần mất mẹ nên khi học hết cấp ba cậu vẫn là cậu bé "cao chưa nổi mét sáu".
Học hết cấp ba, Vinh tình nguyện nhập ngũ. Anh vào Trường Sĩ quan Công binh ở Sông Bé, trong đó có một năm rưỡi học tập và huấn luyện tại Trường Sĩ quan Lục quân 2.

## Sự nghiệp

### Bắt đầu theo bắn súng chuyên nghiệp
Khác với phần lớn các xạ thủ, Hoàng Xuân Vinh theo nghiệp bắn súng chuyên nghiệp khá muộn. Năm 1994, sau khi tốt nghiệp Trường Sĩ quan Công binh, anh về làm việc tại Lữ đoàn 239 Công binh tại Thường Tín, Hà Tây. Trong quân đội, việc phải biết sử dụng súng gần như là điều bắt buộc. Hoàng Xuân Vinh được cử đi tham dự các giải phong trào và thường mang thành tích tốt về cho đơn vị.
Năm 1998, tại giải bắn súng toàn quân đội, Vinh giành vị trí quán quân. Vì vậy, 
năm 1999, Câu lạc bộ Quân đội xin Vinh về. Anh được gọi vào đội tuyển quốc gia khi đã 26 tuổi và chính thức chia tay chức vụ sĩ quan chỉ huy
Cùng năm, Hoàng Xuân Vinh giành huy chương đầu tiên trong sự nghiệp VĐV thể thao chuyên nghiệp, đó là HCĐ đồng đội năm 1999 ở Cúp quốc gia nội dung súng ngắn hơi nam tổ chức tại Hải Phòng. Sang năm 2000, Vinh đã đoạt HCV và phá kỷ lục quốc gia môn súng ngắn hơi 10 m nam với 580 điểm và trở thành tuyển thủ quốc gia. 
Sáu kỳ SEA Games liên tiếp kể từ năm 2001 cho đến 2011, không năm nào Vinh không đoạt ít nhất một huy chương vàng.

### Các Đại hội Thể thao Đông Nam Á
Năm 2001, Hoàng Xuân Vinh đoạt huy chương vàng đồng đội đầu tiên tại SEA Games 21. SEA Games 22 tại Việt Nam, anh đoạt một huy chương vàng cũng nội dung đồng đội súng ngắn hơi nam. SEA Games 24 tại Thái Lan, anh đoạt hai huy chương vàng cá nhân và một huy chương vàng đồng đội ở nội dung súng ngắn 10m hơi nam và súng ngắn 25m ổ quay. Anh trở thành xạ thủ xuất sắc nhất đội bắn súng Việt Nam tại SEA Games 24 khi giành được ba huy chương vàng, dẫn đầu thành tích cá nhân.
Năm 2011, tại SEA Games 26, anh giành 1 huy chương vàng tại nội dung súng ngắn hơi 10m Nam, 1 huy chương vàng nội dung súng ngắn ổ quay 25m  và một huy chương bạc.
Trong Đại hội thể thao Đông Nam Á 2017. Hoàng Xuân Vinh đã thất bại khi vừa bước tới phát súng thứ 14.

### Các Đại hội thể thao châu Á
Hoàng Xuân Vinh khoác áo đội tuyển tham dự Đại hội thể thao châu Á (ASIAD) từ năm 2006. Tại ASIAD 2006 anh cùng đồng đội giành một huy chương đồng đồng đội nội dung 10m súng ngắn nam.
Tại ASIAD 16, khi tham dự nội dung 25m súng ngắn ổ quay, ở loạt bắn 10 viên đầu tiên, anh bắn được 97 điểm, chỉ thiếu 3 điểm là đạt điểm số tuyệt đối. Sang 2 loạt tiếp theo, thành tích của anh còn tốt hơn khi được 99 điểm. Với kết quả này, Vinh đạt 872 điểm loạt bắn chậm, dẫn đầu bảng xếp hạng.
Sang loạt bắn nhanh, Vinh tiếp tục xuất phát ấn tượng với tổng điểm là 99 điểm ở 10 viên đầu tiên. Đến loạt bắn 10 viên tiếp theo, anh bắt đầu mất bình tĩnh khi chỉ được 97 điểm và có đến hai điểm 8 ở loạt bắn 10 viên cuối cùng trước khi đến viên thứ 10 quyết định. Thế nhưng anh vẫn hơn đối thủ xếp sau 4 điểm. Bất ngờ đã xảy ra, trong khi các đối thủ ghi những điểm 10 quan trọng, Vinh vừa nâng tay lên chưa kịp ngắm thì một tiếng nổ chát chúa vang lên. Không phải là do súng hỏng, mà do Vinh đã mất bình tĩnh, bóp cò sai mục tiêu. Kết quả, từ vị trí quán quân, Vinh phải nhận vị trí 13 chung cuộc. Và sau đó anh cùng đồng đội trắng tay huy chương đồng đội.

### Thế vận hội Mùa hè 2012
Hoàng Xuân Vinh giành vé tham dự Thế vận hội Mùa hè 2012 tại Giải vô địch châu Á 2012 ở Qatar. Tại giải đấu này anh xếp thứ tư ở nội dung 10m súng ngắn hơi nam. Do ba vận động viên xếp trên đều đã có vé tham dự Thế vận hội từ những cuộc thi đấu trước nên Hoàng Xuân Vinh giành vé và là vận động viên bắn súng đầu tiên của Việt Nam giành quyền dự Thế vận hội bằng cách vượt qua vòng loại.
Tại London, Hoàng Xuân Vinh tham dự hai nội dung 10m súng ngắn hơi và 50m súng ngắn tự chọn. Tại nội dung 10m súng ngắn hơi, anh đạt 582 điểm ở vòng loại, chỉ kém 1 điểm để được vào vòng chung kết.
Ở nội dung 50m súng ngắn tự chọn, Hoàng Xuân Vinh xếp thứ tư vòng loại với 563 điểm và là một trong tám xạ thủ lọt vào vòng chung kết. Tiến vào lượt bắn chung kết tranh huy chương, anh còn thuộc nhóm có khả năng lấy huy chương sau khi bắn các loạt 3, 6, 7, 8 đều đạt trên 10 điểm. Tuy nhiên, bất ngờ đã xảy ra ở loạt bắn thứ 9 khi Vinh chỉ cần bắn được điểm 8 là sẽ có huy chương nhưng xạ thủ người Hà Nội chỉ bắn được 7,3 điểm. Do đó dù loạt bắn cuối cùng đạt 10,2 điểm để kết thúc lượt bắn chung kết với số điểm là 95,5 điểm và tổng điểm chung cuộc 658,5 điểm, Hoàng Xuân Vinh vẫn kém huy chương đồng Vương Trí Vĩ 0,1 điểm.
Vì đoàn Việt Nam không có tấm huy chương nào tại kỳ Olympic này (trước khi Trần Lê Quốc Toàn được trao HCĐ hạng cân 56kg môn cử tạ sau khi Valentin Hristov bị hủy kết quả do dính doping vào năm 2019), nên thất bại của anh ở nội dung 50m súng ngắn tự chọn gây ra nhiều tiếc nuối.

### Giải vô địch bắn súng hơi châu Á 2012
Giải đấu được tổ chức vào tháng 12 năm 2012 tại Trung Quốc. Hoàng Xuân Vinh tham dự nội dung 10m súng ngắn hơi nam. Ở loạt bắn tiêu chuẩn, Xuân Vinh giành được 583 điểm. Đến loạt bắn chung kết, anh thi đấu xuất sắc, đạt 100,3 điểm và giành huy chương vàng cá nhân với tổng điểm 683,3. Anh cũng góp phần đem về tấm huy chương đồng đồng đội cho đội Việt Nam ở nội dung này. Đây là tấm huy chương vàng châu Á đầu tiên của các xạ thủ Việt Nam.

### Cúp bắn súng thế giới 2013
Tại Cúp bắn súng thế giới - ISSF World Cup 2013 tổ chức ở Hàn Quốc (từ ngày 4 đến 9-4-2013), Hoàng Xuân Vinh tham dự nội dung 10m súng ngắn hơi nam. Đối thủ chính của anh ở giải này vẫn là người hơn Vinh 0,1 điểm ở Thế vận hội Mùa hè 2012, Vương Trí Vĩ. Ở vòng loại, Hoàng Xuân Vinh và Vương bám đuổi nhau quyết liệt về điểm số và xạ thủ người Việt Nam đã xếp nhì với thành tích 583 điểm.
Tại chung kết, Xuân Vinh và Vương vẫn là hai xạ thủ so kè nhau từng điểm số. Hoàng Xuân Vinh lần này đã thi đấu tập trung, không bắn hụt như những lần chung kết quan trọng khác. Kết quả loạt chung kết anh đạt 200,8 điểm, hơn Vương Trí Vĩ 0,7 điểm để đoạt huy chương vàng đầu tiên cho bắn súng Việt Nam trên đấu trường thế giới.

### Thế vận hội Mùa hè 2016
Tại Thế vận hội Mùa hè 2016 tổ chức tại Rio de Janeiro, Brasil, anh là người mang về tấm huy chương vàng đầu tiên cho đoàn thể thao Việt Nam với nội dung 10m súng ngắn hơi nam sau khi đánh bại vận động viên Felipe Almeida Wu của nước chủ nhà Brasil. Thành tích 202,5 điểm ở loạt đấu chung kết của Xuân Vinh nhỉnh hơn 0,4 điểm so với thành tích của Felipe Almeida và đồng thời thiết lập kỷ lục Olympic đầu tiên cho nội dung chung kết 10m súng ngắn hơi nam kể từ khi Liên đoàn bắn súng quốc tế - ISSF thay đổi thể thức thi đấu đối với nội dung này từ ngày 1-1-2013. Kỷ lục thế giới ở nội dung chung kết 10m súng ngắn hơi nam hiện là 206 điểm do vận động viên người Hàn Quốc Jin Jong-oh thiết lập tại Cúp bắn súng thế giới - ISSF World Cup 2015, người chỉ xếp hạng 5 tại Thế vận hội lần này.
Trong diễn biến của loạt đấu chung kết 10m súng ngắn hơi, kịch tính được đẩy lên đỉnh điểm ở hai loạt đạn cuối khi chỉ còn là cuộc đấu tay đôi tranh huy chương vàng giữa Xuân Vinh và Felipe Almeida sau khi các đối thủ khác đều bị cắt loại trực tiếp. Trước lượt bắn áp chót, tổng điểm của Xuân Vinh là 182,6 trong khi tổng điểm của Felipe Almeida là 181,8. Ở lượt áp chót, Xuân Vinh bắn không tốt khi chỉ đạt 9,2 điểm so với 10,2 điểm của đối thủ và bị tụt xuống vị trí thứ 2 với 0,2 điểm ít hơn. Ở lượt bắn quyết định, tưởng chừng Xuân Vinh lại một lần nữa cay đắng về nhì khi Felipe Almeida nhanh chóng thực hiện tốt loạt đạn cuối với 10,1 điểm và nhận được tiếng hò reo cổ vũ của khán giả nhà, Xuân Vinh tập trung vào mục tiêu rất lâu và rồi xuất thần ghi đến 10,7 điểm khi đưa viên đạn găm rất sát vùng tâm bia và qua đó vươn lên giành huy chương vàng trong tiếng vỗ tay thán phục của chính đối thủ nước chủ nhà. Xạ thủ Hoàng Xuân Vinh đã không giấu nổi những giọt nước mắt hạnh phúc.
Tấm huy chương vàng 10m súng ngắn hơi mà Xuân Vinh giành được tại Thế vận hội Mùa hè 2016 mang ý nghĩa lịch sử đối với thể thao trong nước vì đây là tấm huy chương vàng đầu tiên của Việt Nam tại một kỳ Thế vận hội.
Sau đó, vào ngày 10 tháng 8, anh đã giành tiếp tấm huy chương bạc nội dung 50m súng ngắn nam, với số điểm 191.3. Xếp sau Jin Jong-oh của Hàn Quốc (đạt 193.7 điểm).

## Vinh danh, đời tư

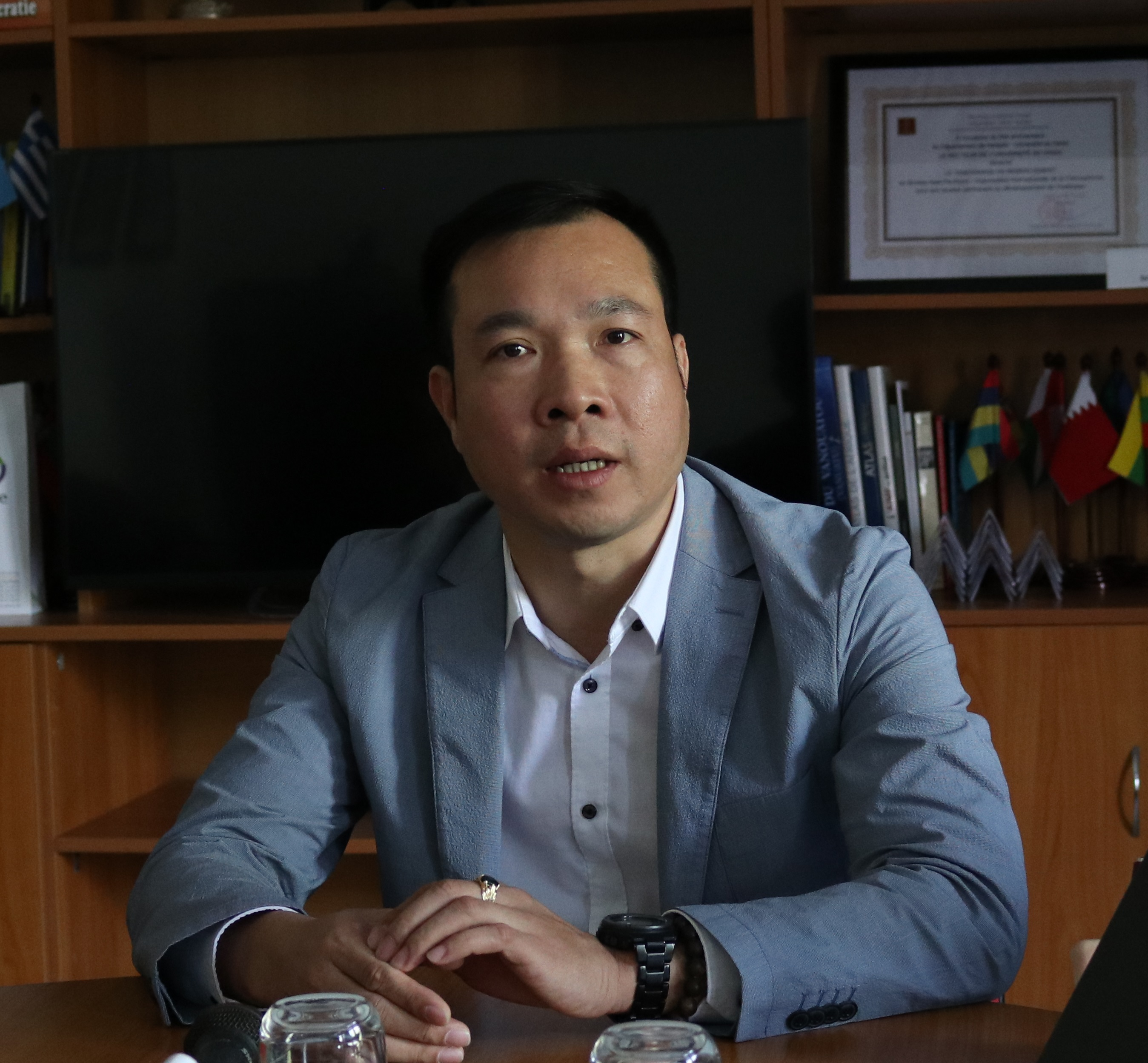
Hoàng Xuân Vinh tại Văn phòng châu Á - Thái Bình Dương, Tổ chức Quốc tế Pháp ngữ, tháng 12 năm 2017 tại Hà Nội

Năm 2000, Hoàng Xuân Vinh đã lập gia đình với Phan Hương Giang. Hai vợ chồng có một con gái và một con trai. Dù là một xạ thủ nhưng anh lại bị cận nặng. Thần tượng của Xuân Vinh là Trần Oanh, xạ thủ lừng lẫy một thời của bắn súng Việt Nam.
Do có những thành tích đóng góp vào sự nghiệp thể thao nước nhà, năm 2012, anh được thăng quân hàm đại tá Quân đội nhân dân Việt Nam Cũng trong năm này, Hoàng Xuân Vinh xếp thứ ba trong danh sách 10 vận động viên tiêu biểu của Việt Nam. Năm 2013, anh tiếp tục đứng thứ ba trong danh sách bình chọn Mười vận động viên tiêu biểu. Với tấm huy chương vàng đầu tiên của thể thao viện nam cùng tấm huy chương bạc tại Thế vận hội Rio 2016, Hoàng Xuân Vinh được bình chọn là "Vận động viên tiêu biểu" của thể thao Việt Nam năm 2016 với 2.020 điểm.

## Câu nói
| “ | Huy chương cũng là cách có thêm đồng tiền trang trải cuộc sống. Song, bản lĩnh chỉ đến khi người ta được tôi luyện trong môi trường khắc nghiệt thực sự. Đó là những cuộc đấu sức, đấu trí, là trách nhiệm với quốc gia, với chính bản thân mình. | ” |